# NGC 5151
NGC 5151 (другие обозначения — MCG 3-34-32, ZWG 101.48, PGC 47056) — галактика в созвездии Волосы Вероники.
Этот объект входит в число перечисленных в оригинальной редакции «Нового общего каталога».